# Diana Lee Inosanto
Diana Lee Inosanto, accreditata anche come D. Lee Inosanto (Torrance, 29 maggio 1966), è un'attrice, produttrice cinematografica e artista marziale statunitense.

## Biografia
Primogenita della famosa icona delle arti marziali Dan Inosanto, deve il nome al suo padrino Bruce Lee, caro amico del padre. Sin da bambina è stata esposta alle arti marziali dal padre, alle quali non ha dato troppa importanza fin quando, anni più tardi, è stata aggredita da alcune ragazze per questioni razziali. 
Ha praticato Jun Fan Gung Fu, Jeet Kune Do, Kali, Thai boxe, Pencak Silat, Shoot wrestling, Wu Shu, Savate ed è comparsa su molte copertine di riviste di arti marziali tra cui Black Belt, Inside Kung Fu e Inside Karate.
Dopo una storia finita male da cui ha avuto un figlio autistico, nel 1995 sposa Ron Balicki, uno dei migliori allievi del padre. Insieme si dedicano alla divulgazione e all'insegnamento delle arti marziali in giro per il mondo.
È apparsa come stuntwoman e controfigura in diversi film e serie TV, tra cui Face/Off - Due facce di un assassino, Wild Wild West, Blade, Hulk, Resident Evil: Apocalypse, Buffy l'ammazzavampiri e Walker Texas Ranger.
Successivamente stanca di questo lavoro e ispirandosi a Bruce Lee, decide di dedicarsi personalmente a progetti cinematografici, così nel 2008 scrive, dirige e produce il film The Sensei, oltre ad avere il ruolo da protagonista.
Nel 2010 ha co-prodotto con il marito il film Bad Cop - Polizia violenta.

## Filmografia

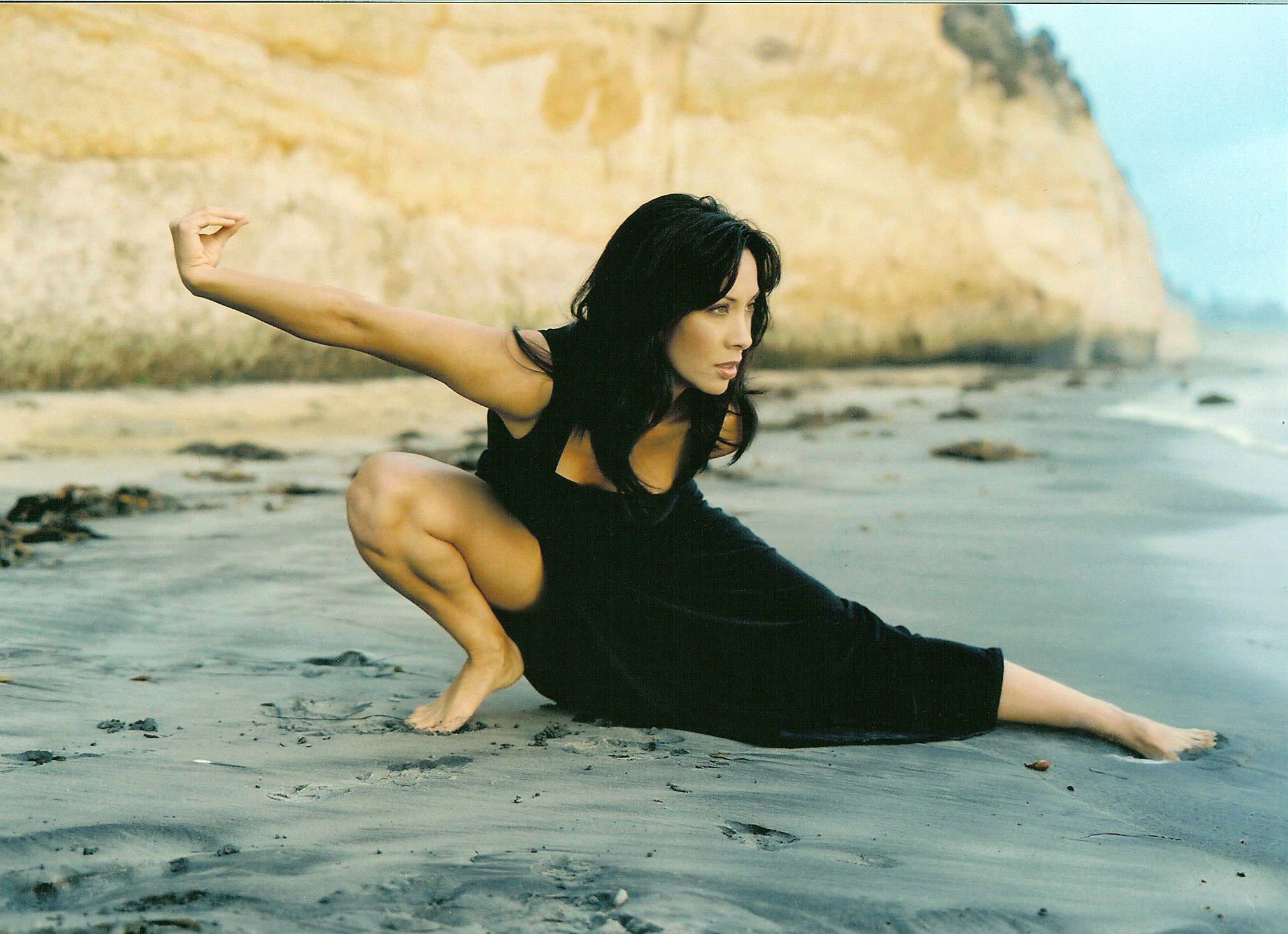
Diana Lee Inosanto nel 2004

### Attrice

#### Cinema
- Barb Wire, regia di David Hogan (1996)
- Blade, regia di Stephen Norrington (1998)
- Life Streams, regia di Vincent Pun (2000)
- The Time Machine, regia di Simon Wells (2002)
- The Vault, regia di Ric Moxley (2005)
- The Prodigy, regia di William Kaufman (2005)
- The Sensei, regia di Diana Lee Inosanto (2008)
- God Rewards the Fearless, regia di Philip Cruz - cortometraggio (2011)
- Someone I Used to Know, regia di Nadine Truong (2013)
- The Last Tour, regia di Ryun Yu (2013)

#### Televisione
- Moonlighting – serie TV,  7 episodi (1986-1987)
- MADtv – serie TV, episodio 4x17 (1999)
- Kirby Buckets – serie TV, episodio 2x14 (2016)
- The Mandalorian – serie TV, episodio 2x05 (2020)
- Ahsoka – serie TV, 8 episodi (2023)

### Produttrice
- Life Streams, regia di Vincent Pun – co-produttrice (2000)
- On Sundays, regia di Mia C. Villanueva (2002)
- A Ribbon of Dreams, regia di Philip W. Chung – produttrice associata (2002)
- The Prodigy, regia di William Kaufman – produttrice associata (2005)
- The Sensei, regia di Diana Lee Inosanto (2008)
- Bad Cop - Polizia violenta (Sinners and Saints), regia di William Kaufman – co-produttrice (2010)
- The Last Tour, regia di Ryun Yu – co-produttrice  (2013)

### Regista
- The Sensei (2008)

## Doppiatrici italiane
Nelle versioni in italiano delle opere in cui ha recitato, Diana Lee Inosanto è stata doppiata da:
- Alessandra Korompay in The Mandalorian, Ahsoka
- Marcella Silvestri in Sicario